# Cầu treo Capilano
Cầu treo Capilano là cây cầu treo dành cho người đi bộ, bắt qua sông Capilano tại Bắc Vancouver, Columbia thuộc Anh, Canada. Cầu thu hút khoảng 800.000 lượt khách du lịch mỗi năm. Hiện tại cầu dài 140 mét (460 ft) và cao 70 mét (230 ft) trên sông, xung quanh là công viên.
Cầu được George Grant Mackay khởi công xây dựng vào năm 1889 bằng sợi dây gai dầu và ván tuyết tùng, sau này được thay thế bằng cầu treo vào năm 1903. Năm 1910, Edward Mahon mua lại cầu Capilano. "Mac" MacEachran mua lại từ Mahon năm 1935 và bán lại cho Henri Aubeneau vào năm 1945.
Cây cầu được xây dựng lại hoàn toàn vào năm 1956.

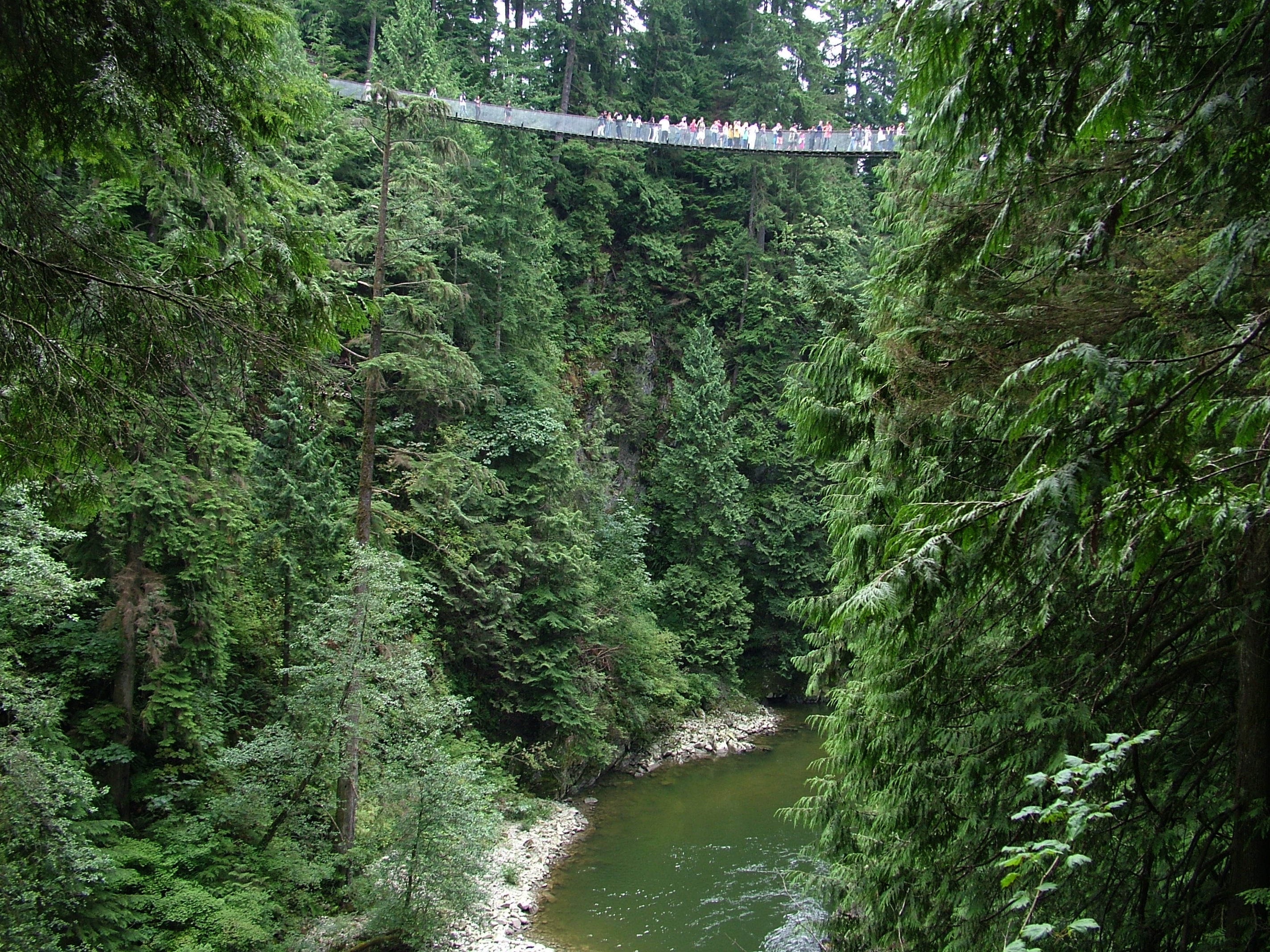
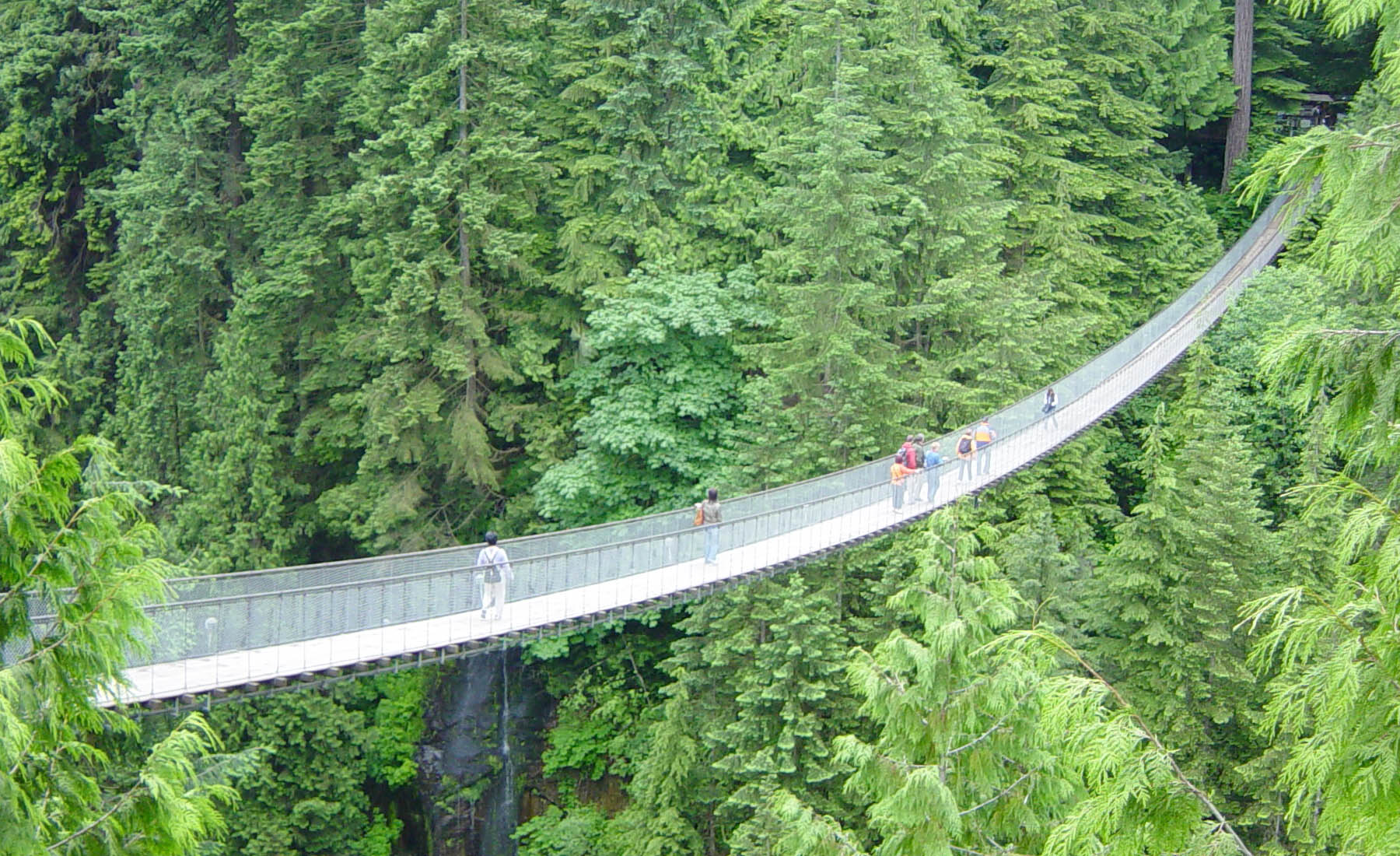
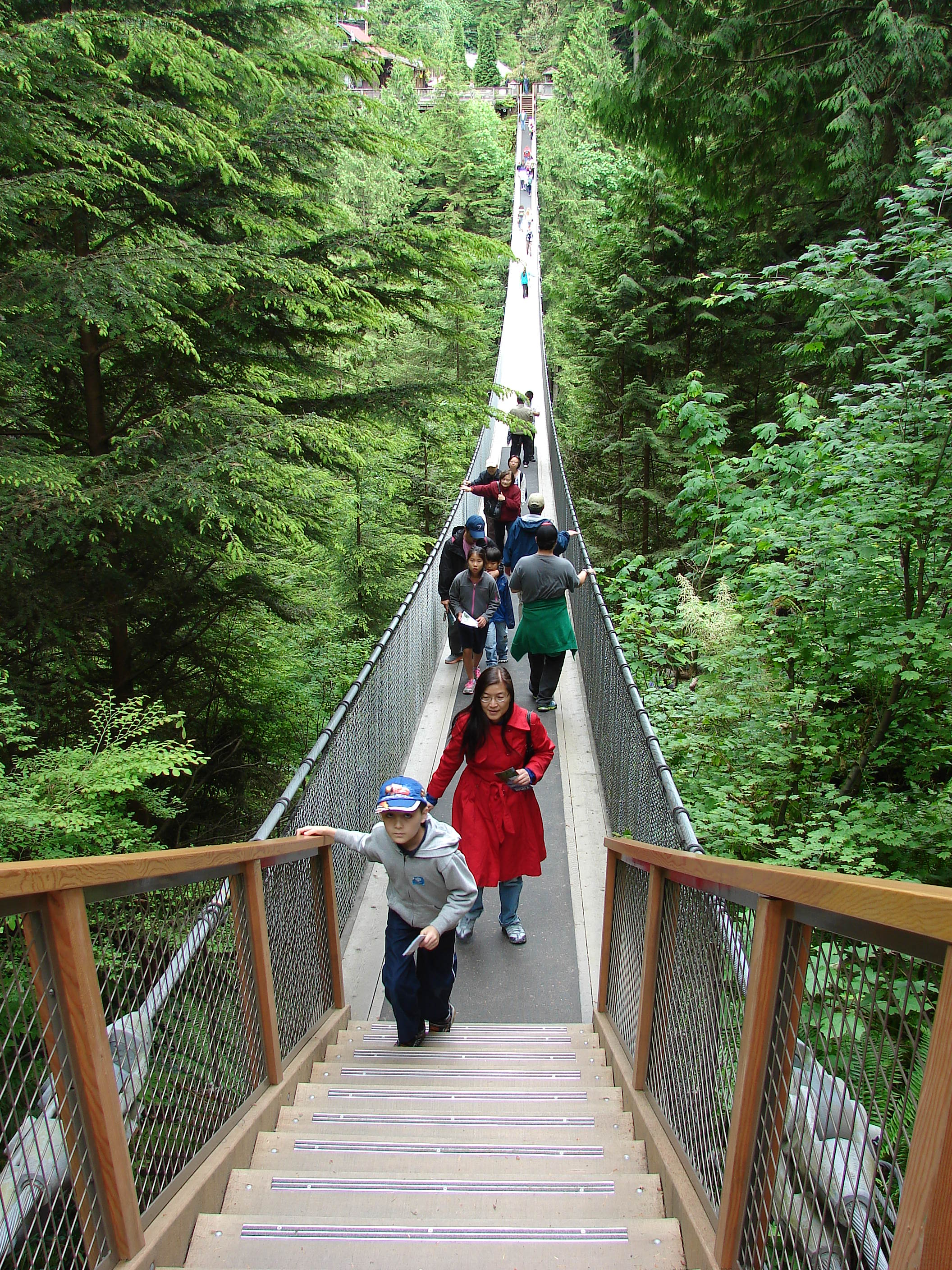
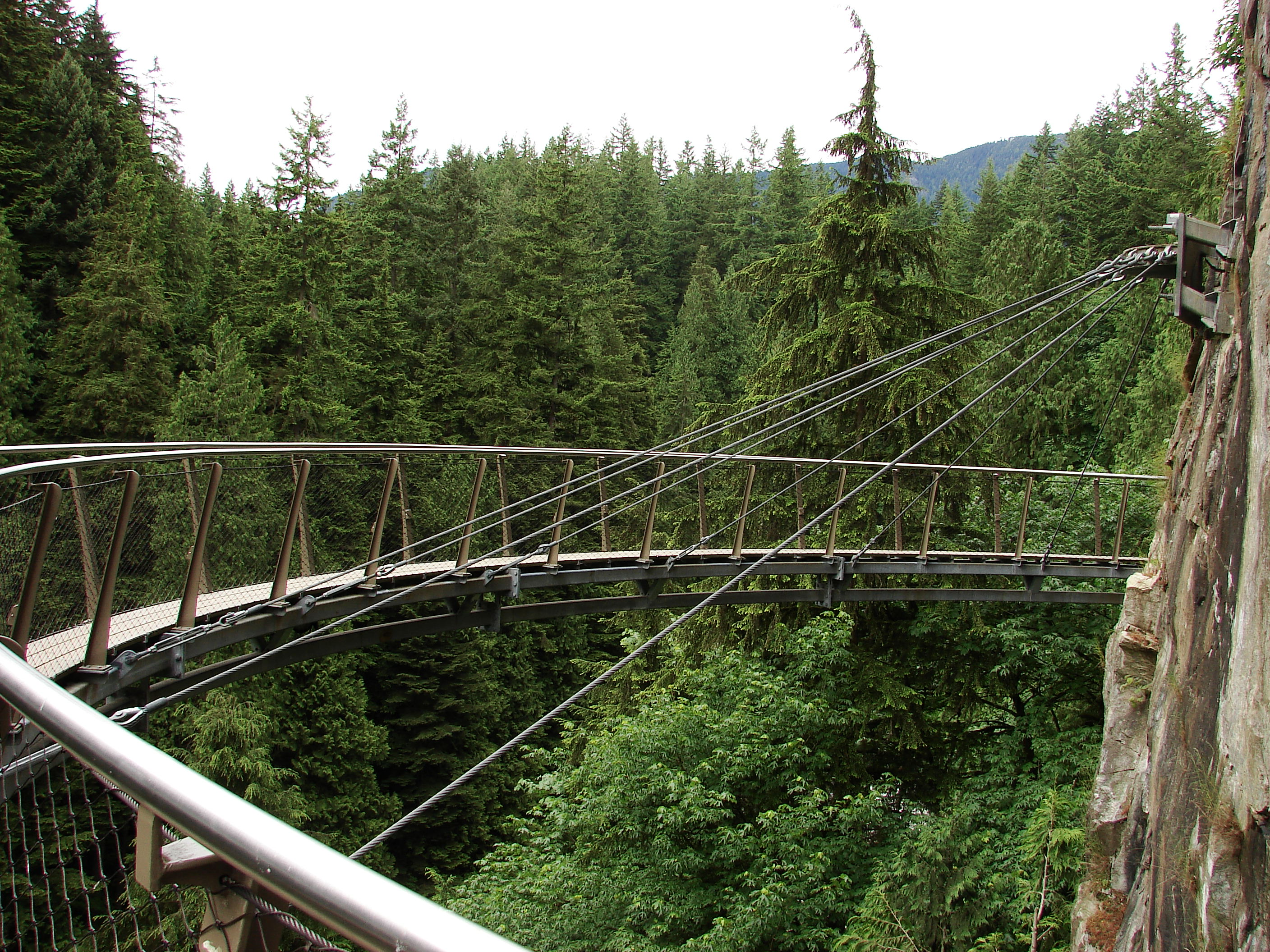
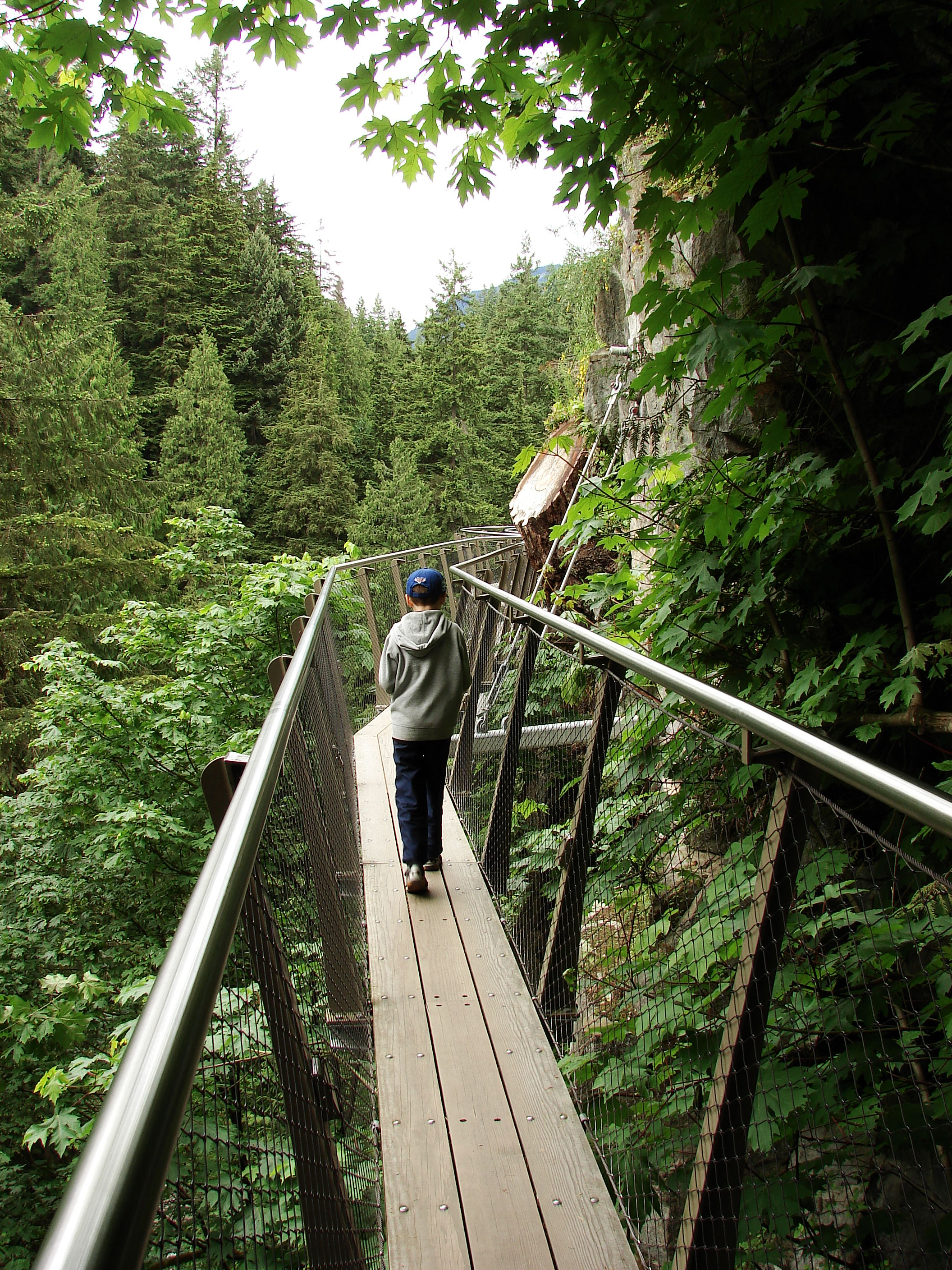
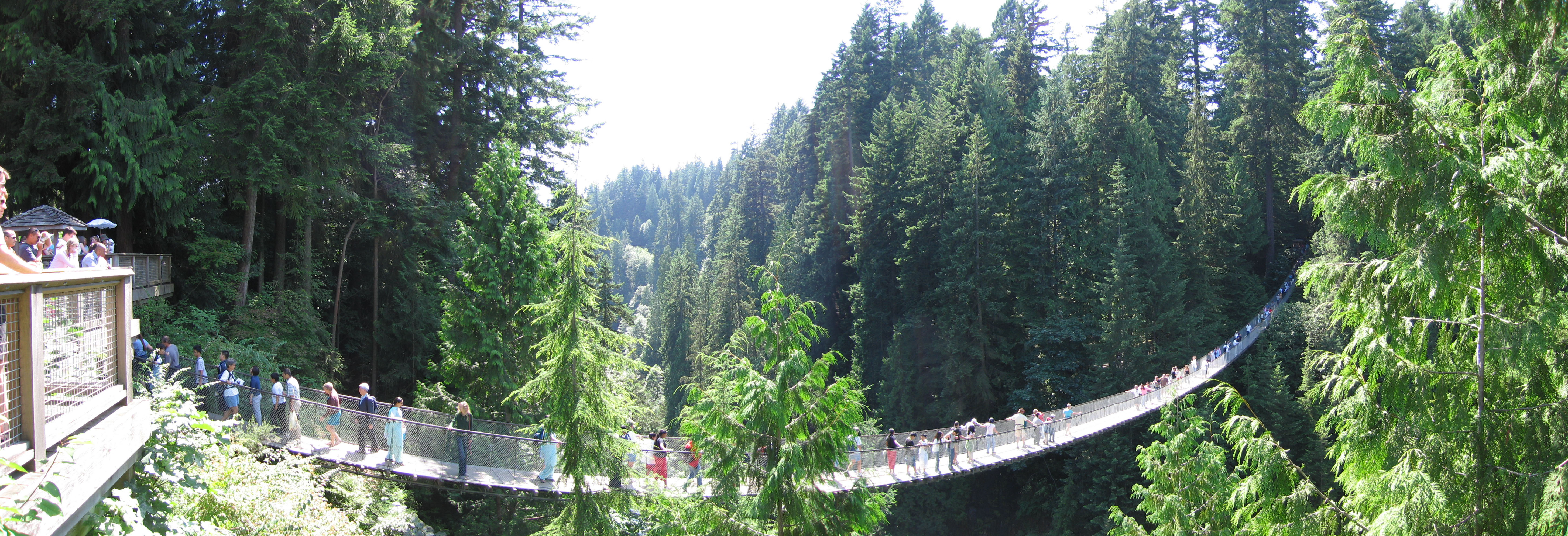